# 2024 en Hongrie
Chronologie de la Hongrie
- 2020
- 2021
- 2022
- 2023
- 2024
- 2025
- 2026
- 2027
- 2028

Cet article présente les faits marquants de l'année 2024 en Hongrie.

## Évènements
- 10 février : démission de Katalin Novák, présidente de la république de Hongrie, accusée d'avoir gracié un condamné dans une affaire de pédocriminalité.
- 26 février : élection présidentielle, Tamás Sulyok est élu.
- Juin : élections européennes.
- 1er juillet : début de la présidence hongroise du Conseil de l'Union européenne.

## Décès
- 9 janvier : Miklós Benedek, acteur
- 14 janvier  : Magda Paulányi, athlète
- 24 mars : Péter Eötvös, compositeur et chef d'orchestre
- 29 mars : Péter Juhász, footballeur
- 4 avril : Zsuzsa Ferge, sociologue
- 25 avril : Ferenc András, réalisateur, scénariste et producteur
- 3 mai : László Hammerl, tireur sportif
- 15 août : Imre Komora, footballeur
- 18 novembre : György Pauk, violoniste